# سیارک ۲۲۱۶۷
سیارک ۲۲۱۶۷ (به انگلیسی: 22167 Lane-Cline، نامگذاری:2000WP157) بیست و دو هزار و صد و شصت و هفتمین سیارک کشف شده‌است که در ۳۰ نوامبر ۲۰۰۰ کشف شد.
قدر مطلق سیارک برابر ۸.۹ است.